# Nataša Đorđević
Nataša Đorđević (Beograd, 13. maj 1974) srpska je turbo-folk pevačica. Najveći uspeh je postigla albumom Uzeo si sve iz 1994. godine, sa kojeg su se izdvojili hitovi: Uzeo si sve, Magija (Ko li je na tebe čini bacio) i Avanturista. Ostali hitovi u karijeri su joj: Kletva, Da umrem od tuge, Alal vera, I da klečiš i da moliš, Golube, Zaboravi broj, Splavovi Beograda. Ima sina Aleksandra sa kojim živi u Beogradu.

## Diskografija

### Albumi
- Ti si otrov moj (1990)
- Hej đavole (1991)
- Kad tad (1992)
- Avanturista (1994)
- Prevara (1995)
- Kletva (1997)
- Da umrem od tuge (1999)
- Alal vera (2000)
- Zaboravi broj (2001)
- Baš baš (2002)
- Ne daj me srećo (2003)
- Neoprostivo (2006)
- Koliko ti značim (2012)

### Singlovi
- Trebaju mi pare (2014)

### Videografija
| Spot              | Godina | Režiser         |
| ----------------- | ------ | --------------- |
| Hej, samoćo       | 1994   | —               |
| Avanturista       | 1994   | —               |
| Prevara           | 1996   | —               |
| Kletva            | 1997   | —               |
| Ostaviću tebe ja  | 1997   | —               |
| Eh da voliš ti    | 2019   | MarkoFilm       |
| Žena tvojih snova | 2019   | Goran Matijević |
| Hvala živote      | 2021   | Hot Spot        |

## Festivali
- 1993. Šumadijski sabor - Hej, samoćo
- 1995. Šumadijski sabor - Preboleću suzu svaku
- 1996. Šumadijski sabor — Preboleću suzu svaku
- 2012. 2012. Grand festival — Gospodar života